# میرزا محمدی
میرزا محمدی روستایی در دهستان پل به پایین بخش سیمکان شهرستان جهرم استان فارس ایران است.

## جمعیت
بر پایه سرشماری عمومی نفوس و مسکن در سال ۱۳۹۵ جمعیت این مکان صفر نفر بوده‌است.